# Svetolik Ranković
Svetolik Ranković (Vranje, 7 de dezembro de 1863 – Belgrado, 18 de março de 1899) foi um escritor sérvio. Foi o inventor, com o romance O Czar da Montanha (1897), do romance psicológico na Sérvia, no qual se destacam a desintegração e a inquietação social.
Morreu aos 35 anos de tuberculose em Belgrado, em 18 de março de 1899.